# Calabash (Karolina Północna)
Calabash – miasto w Stanach Zjednoczonych, w stanie Karolina Północna, w hrabstwie Brunswick.